# Royal Institution

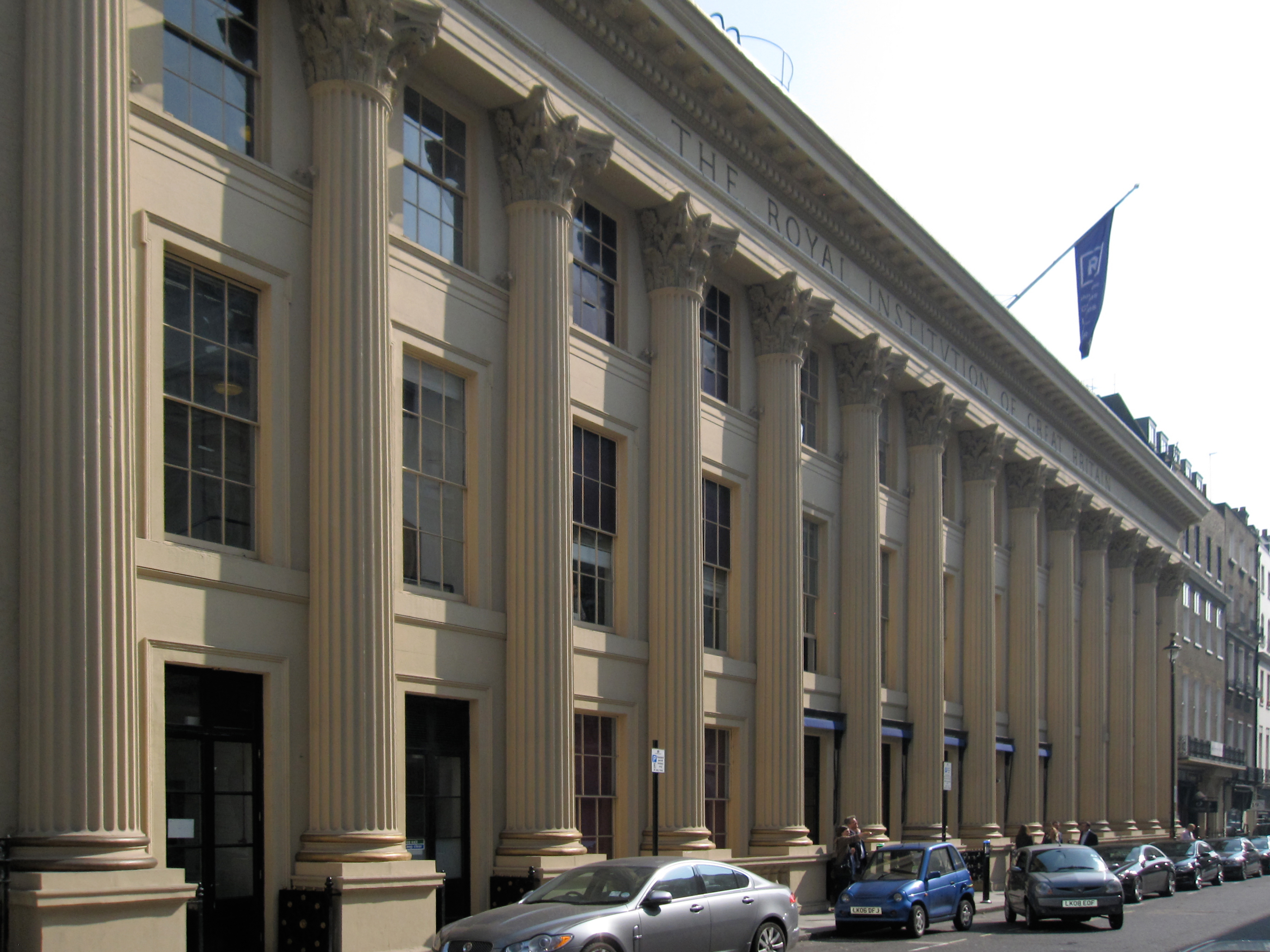
Siedziba Royal Institution w Londynie

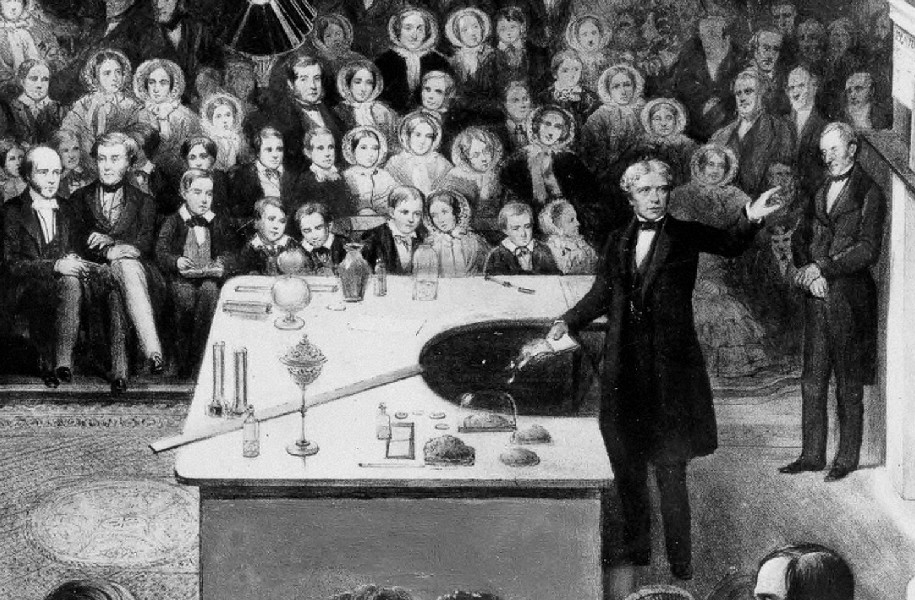
Wykład bożonarodzeniowy M. Faradaya

Royal Institution (właściwie The Royal Institution of Great Britain) – brytyjskie stowarzyszenie naukowo-edukacyjne, którego głównym celem jest popularyzacja nauki, zajmujące się także prowadzeniem badań naukowych. Siedziba organizacji mieści się w Londynie, w dzielnicy Mayfair.
Organizacja założona została w 1799 roku. Na przestrzeni lat z instytutem związani byli m.in. Humphry Davy, Michael Faraday, John Tyndall, James Dewar, John Strutt, Joseph John Thomson, Ernest Rutherford, William Henry Bragg, William Lawrence Bragg, Charles Sherrington, Henry Hallett Dale, Peter Medawar, Max Perutz, John Kendrew, Andrew Fielding Huxley, Antony Hewish oraz George Porter.
Do osiągnięć naukowych, których dokonano na terenie instytutu należą odkrycie potasu, sodu, baru, wapnia, magnezu, strontu i boru (Humphry Davy, 1807–1808), odkrycie jodu (Bernard Courtois, 1811), odkrycie zjawiska indukcji elektromagnetycznej (Michael Faraday, 1831) oraz odkrycie argonu (John Strutt, 1894).
Od 1825 roku w Royal Institution co roku odbywają się tzw. wykłady bożonarodzeniowe, seria wykładów poświęconych różnym dziedzinom nauki, skierowanych przede wszystkim do młodzieży, zainicjowanych przez Michaela Faradaya.